# Gustav Simon
Pour les articles homonymes, voir Simon et Gustav Simon (homonymie).
Gustav Simon, né à Darmstadt le 30 mai 1824 et mort à Heidelberg le 21 août 1876, est un chirurgien allemand.

## Biographie
Après avoir étudié à Giessen et à Heidelberg, Simon fut médecin militaire de 1848 à 1861 à Darmstadt et, en 1861, il fut nommé professeur à Rostock et à Heidelberg en 1867. Simon s’est spécialisé notamment en chirurgie militaire, orthopédique et gynécologique.

## Publications
- (de) Über Schußwunden, Giessen, 1851
- (de) Über Heilung der Blasenscheidenfisteln, Giessen, 1854
- (de) Die Exstirpation der Milz, Giessen, 1857
- (de) Über die Operation der Blasenscheidenfisteln, Rostock, 1862
- (de) Mitteilungen aus der chirurgischen Klinik zu Rostock, Prague, 1868
- (de) Chirurgie der Nieren (2 vol.), Stuttgart, 1871-76